# Marcello Mularoni
Marcello Mularoni (sinh ngày 8 tháng 9 năm 1998) là cầu thủ bóng đá người San Marino hiện đang thi đấu ở vị trí tiền vệ cho câu lạc bộ Tropical Coriano và Đội tuyển bóng đá quốc gia San Marino.

## Sự nghiệp thi đấu quốc tế
Mularoni ra mắt San Marino vào ngày 11 tháng 10 năm 2018 trong trận đấu thuộc khuôn khổ UEFA Nations League 2018–19 trước Moldova.